# Борейко Станіслав Геннадійович
Станіслав Геннадійович Борейко (7 квітня 1965, Херсон) — радянський весляр-байдарочник, виступав за збірну СРСР у другій половині 1980-х років. Срібний і бронзовий призер чемпіонатів світу, чотириразовий чемпіон Радянського Союзу, переможець багатьох регат республіканського і всесоюзного значення. На змаганнях представляв спортивне товариство Профспілок, майстер спорту міжнародного класу.

## Життєпис
Станіслав Борейко народився 7 квітня 1965 року у місті Херсоні Української РСР. Активно займатися веслуванням почав у ранньому дитинстві, проходив підготовку у добровільному спортивному товаристві Профспілок.
Першого серйозного успіху на дорослому рівні домігся в 1986 році, коли став чемпіоном СРСР у заліку одиночних байдарок на дистанції 10000 метрів. Завдяки низці вдалих виступів потрапив до основного складу радянської національної збірної і удостоївся права захищати честь країни на чемпіонаті світу у канадському Монреалі, де отримав в одиночках на десяти кілометрах бронзову медаль — у фіналі програв угорцю Ференцу Чіпешу і французу Бернару Брежону.
У 1988 році Борейко здобув перемогу відразу у двох дисциплінах всесоюзної першості: в одиночках на дистанції 10000 метрів і в естафеті 4 × 500 метрів. Рік по тому побував на світовій першості в болгарському Пловдиві, звідки привіз нагороду срібної гідності, виграну в одиночках на десяти кілометрах — у вирішальному заїзді його обійшов тільки чехословацький байдарочник Аттіла Сабо. На останньому чемпіонаті Радянського Союзу у 1991 році Станіслав Борейко знову був кращим в одиночках на десяти тисячах метрах, ставши таким чином чотириразовим чемпіоном країни. За видатні спортивні досягнення удостоєний почесного звання «Майстер спорту СРСР міжнародного класу».
Завершивши кар'єру професійного спортсмена, регулярно виступав на різних ветеранських і аматорських змаганнях. Так, у 2010 році став переможцем Кубка Чорного моря в Одесі на човнах класу «дракон».